# PSG (ヒップホップユニット)
PSGは東京都板橋区の3人組ヒップホップユニットである。

## メンバー
- PUNPEE (パンピー)
- S.L.A.C.K. (スラック)
- GAPPER (ガッパー)
  - 2012年4月25日、S.L.A.C.K.プロデュースで1stソロアルバム『我破』を発売。
  - 2013年5月28日、WATTERプロデュースでミニアルバム『道中』を発売。
  - 2014年11月12日、WATTERプロデュースでDOWN NORTH CAMPのOYGとのユニットDoubleDoubleとして1stアルバム『DoubleDouble』を発売。

## 略歴
- 2007年、PUNPEEとGAPPERで組んでいたユニット「P&G」にS.L.A.C.K.が加わり、PSGを結成。
- 2009年10月、デビューアルバム『David』を発売。アルバムはKREVAや、ZEEBRA、Bach Logicなどに高く評価されたほか[1]、bounce誌や、riddim誌、floor.net誌, Amebreakなど各メディアで09年ベスト作品の一つとして挙げられる等、反響を呼んだ。[2]
- 2010年1月、デビューアルバム『DAVID』のインスト音源12曲に、新曲を3曲追加した完全生産100枚限定アルバム『DAVID インスト』の発売を記念して、タワーレコード渋谷店にてインストアライブを開催。『DAVID インスト』もわずか15分で完売し、タワーレコード渋谷店過去最高のインストア動員を記録する。『DAVID インスト』は同年3月3日にiTunesで配信を開始する。[3]
- 2010年7月、フジロック・フェスティバル '10に出演。

## ディスコグラフィ

### アルバム
- 『DAVID』 （2009年10月9日）
- 『DAVID インスト』 （2010年1月29日） 100枚限定 現在は配信のみ

### アナログ
- 『DAVID SAMPLE』 （2010年5月7日）

### 参加楽曲
- 「これで楽しくなった」 板橋録音クラブ 『SHOUT OF THE UNDERGROUND Vol. 2』 （2007年5月16日）
- 「TOBIKIRI ZENKAI POWER!!!」 PSG 『PSG Limited CD』 （2009年11月6日）
- 「Natural Born Feat. PSG」 ドクトルマチダ  『OMOIDE』 （2010年6月2日）
- 「サマーシンフォニー ver.2 Feat. PSG」 曽我部恵一 『サマー・シンフォニー』 （2010年8月20日）
- 「Bad beautiful Feat. PSG」 Budamunk 『Blunted Monkey Fist』 （2011年11月16日）